# Hermann Schlanbusch
Hermann Schlanbusch (geboren um 1575; gestorben nach Februar 1643) war ein deutscher Münzmeister und Münzwardein.

## Leben
Schlanbuschs Familienwappen zeigt einen blühenden Schlehenbusch. Die Schreibweise des Münzmeisters variiert auch als Hermann Schlehenbusch oder Hermann Schlanebusch sowie Harmen Schläbusch oder Harm Schlabusch.
1611 erwarb er – als „Münzergenosse“ bezeichnet – für sich, seine Ehefrau Adelheid Tepfer (Adelheid Depfer) und ihre Kinder Heinrich und Ilsabeth das Bürgerrecht der Stadt Goslar. Auf das Folgejahr 1612 datiert das heute denkmalgeschützte Wohnhaus Kreuzgasse 1 in Goslar mit der Nennung von „Harmen Schlabusch“ als Bauherrn. Die Inschrift zeigt unter anderem als Handwerkerzeichen den Zainshaken der Münzer.
Schlabusch arbeitete kurz nach Beginn des Dreißigjährigen Krieges ab 1619 bis 1622 an der Clausthaler Münzstätte sowie an der Münzstätte in Heinrichstadt. Mutmaßlich ab 1622 arbeitete er als Münzmeister der fürstlich Braunschweig-Lüneburg-Wolfenbütteler Münzstätte zu Goslar.

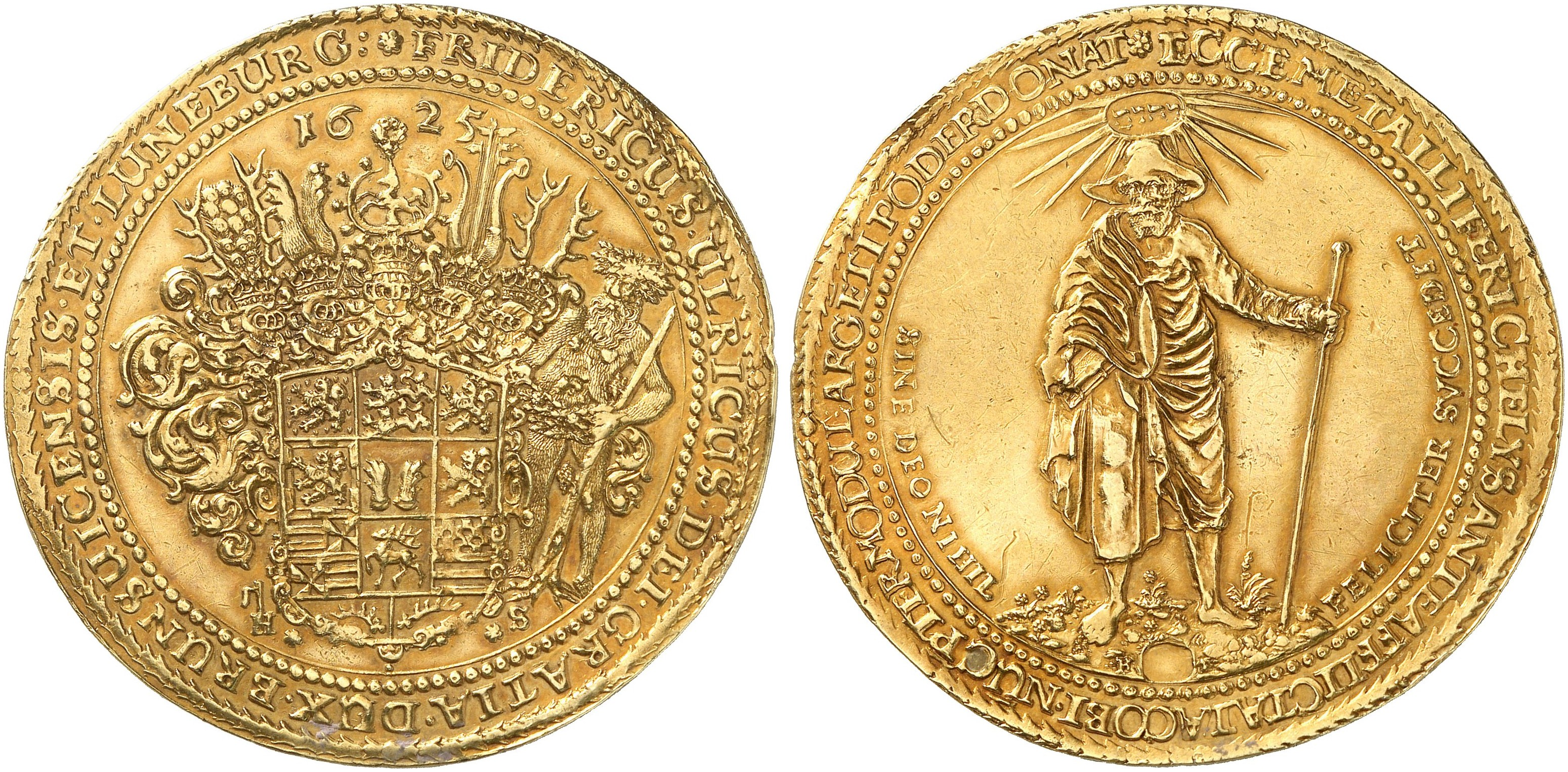
Der 1625 von Schlanbusch in Gold geprägte Jakobslöser

Nach 1625 wirkte er als Wardein der Communion-Münzstätte in Zellerfeld; seit jenem Jahr sind – zumindest in Goslar – „keine unter seiner Aufsicht geprägten Münzen mehr bekannt.“
Ab 1635 bis zu seinem Tod übte Schlanbusch das Amt des Wardeins an der Clausthaler Münzstätte aus.

## Familie
Hermann Schlanbusch war Großvater von Heinrich Schlanbusch (1640–1705).